# 山形南カントリークラブ
山形南カントリークラブ（やまがたみなカントリークラブ、YAMAGATAMINAMI COUNTRY CLUB）は、山形県東置賜郡川西町にあるゴルフ場である。旧名山形スプリングスカントリー倶楽部。

## コース情報
- 設計者
  - 吉崎満雄
- 種別
  - 丘陵
- 面積
  - 930,000m2
- グリーン数
  - 1グリーン
- ホール
  - 18ホール　パー72
- コース
  - OUT・IN
- 距離
  - 6,805Y

## 営業期間
営業期間中は無休だが、冬季（11月下旬〜4月上旬）はクローズとなる。

## アクセス
- 車
  - 東北自動車道福島飯坂ICから約55Km[2][3]
- 電車
  - JR米坂線羽前小松駅から車で約5分[2][3]